# LG F70
LG F70은 LG전자에서 보급형으로 출시된 LTE 스마트폰이다. 또한 LG F70은 대한민국에서 출시되었으며, 대한민국의 이동통신사 3사를 통해 출시되었다.

## 운영체제/소프트웨어

### 안드로이드4.4.2 킷캣
F70는 4.4.2 킷캣을 탑재하여 출시했다.

## 특수 기능

### 노크 코드
화면이 꺼진 상태에서 설정한 패턴대로 화면을 터치하면 화면이 켜짐과 동시에 잠금도 함께 풀리는 기능이다. G 프로 2에서 시작되었으며, F70의 핵심 기능이다.

### 이지홈 2.0
홈 화면을 피처폰과 비슷하게 바꿔주는 기능이다. SK텔레콤의 T간편모드와 비슷하다.

### 플러그 앤 팝
이어폰을 꽂으면 바로 앱을 사용할 수 있게 해 주는 기능이다. 음악, 비디오, 유튜브, 전화 등의 앱이 실행 가능하다.

## 색상
- 블랙
- 화이트